# 涡南县
涡南县，中国旧县名。
第二次国共内战期间，由豫皖苏解放区设。1947年，由安徽省涡阳县南部析置。以位县南得名。1948年撤销，仍划归涡阳县。 